# Neoneura paya
Neoneura paya är en trollsländeart som beskrevs av Philip Powell Calvert 1907. Neoneura paya ingår i släktet Neoneura och familjen Protoneuridae. Inga underarter finns listade i Catalogue of Life.